# Ian Bannen
Ian Edmund Bannen (ur. 29 czerwca 1928 w Airdrie, zm. 3 listopada 1999 w Loch Ness) — szkocki aktor filmowy i telewizyjny. Został uhonorowany nagrodą Satelity, a także był nominowany do nagrody Złotego Globu, nagrody Aktor, Oscara i dwukrotnie do nagrody BAFTA.

## Wybrana filmografia

### filmy fabularne
- 1955: Czarny książę (The Dark Avenger) jako francuski rycerz
- 1957: Yangtse Incident: The Story of H.M.S. Amethyst jako AB Bannister RN
- 1958: Opowieść o dwóch miastach jako Gabelle
- 1965: Wzgórze jako Harris
- 1965: Start Feniksa jako Crow
- 1966: Penelopa jako James B. Elcott
- 1970: Spóźniony bohater jako szeregowy Jock Thornton
- 1973: Człowiek Mackintosha jako Slade
- 1978: Bohaterowie z piekła jako pułkownik Charles Thomas Buckner
- 1981: Igła jako Godliman
- 1982: Na drugą stronę jako Josef Keller
- 1982: Gandhi jako Senior Oficer Fields
- 1983: Park Gorkiego jako Iamskoy
- 1987: Nadzieja i chwała jako dziadek George
- 1990: Tata duch jako Sir Edith Moser
- 1991: Diablica jako Lucyfer
- 1992: Skaza jako Edward Lloyd
- 1995: Braveheart. Waleczne serce jako Robert Bruce senior
- 1999: Tropem lwa jako Terence Adamson
- 2000: Best – najlepszy z najlepszych jako Sir Matt Busby

### seriale TV
- 1955: ITV Play of the Week jako Charlie Spencer
- 1977: Jezus z Nazaretu jako Amos
- 1993: Doktor Finlay jako dr Alexander Cameron
- 1997: Original Sin jako Gabriel Dauntsey